# Rochester (Pennsylvania)
Rochester  è una borough degli Stati Uniti d'America, nella contea di Beaver nello Stato della Pennsylvania. Secondo il censimento del 2000 la popolazione è di 4 014 abitanti.

## Società

### Evoluzione demografica
La composizione etnica vede una prevalenza di persone di etnia caucasica (83,81%) seguita da quella afroamericana (13,38%), dati del 2000.
| borough di Rochester Popolazione |       |
| 2000                             | 4 014 |
| Stima al 2009                    | 3 638 |